# Faye Glenn Abdellah
Faye Glenn Abdellah (New York, 13 marzo 1919 – McLean, 24 febbraio 2017) è stata una docente infermieristica e vice chirurgo generale statunitense; è stata la prima infermiera e donna a ricoprire il ruolo di Vice del Chirurgo Generale; ha guidato la formazione dell'Istituto Nazionale di Ricerca Infermieristica presso il NIH; ha fondato e ha ricoperto il ruolo di primo preside della Scuola Superiore di Infermieristica presso l'USUHS.

## Biografia
Abdellah è stata una precorritrice americana nel campo della assistenza infermieristica. È stata la prima infermiera e donna a ricoprire il ruolo di Vice Chirurgo Generale degli Stati Uniti. Prima della sua nomina aveva prestato servizio attivo durante la Guerra di Corea, dove si era distinta con un grado equivalente a quello di Contrammiraglio della Marina, diventando così la donna e l'infermiera con il grado più alto nei Servizi Infermieristici Federali dell'epoca. Oltre a questi risultati, Abdellah ha guidato la formazione del National Institute of Nursing Research presso il NIH (National Institutes of Health) ed è stata la fondatrice e la prima preside della Graduate School of Nursing presso la Uniformed Services University of the Health Sciences (USUHS). Alcuni degli interessi più appassionanti di Abdellah nel campo della salute pubblica comprendevano l'importanza della pianificazione dell'assistenza a lungo termine per i pazienti anziani; la necessità di rafforzare l'infrastruttura delle scuole infermieristiche e la necessità di un approccio incentrato sul paziente nell'assistenza infermieristica. Nel 2000 Abdellah è stata inserita nella National Women's Hall of Fame. Durante il suo discorso di accettazione ha fatto la seguente citazione: “Non possiamo aspettare che il mondo cambi... Quelli di noi che hanno intelligenza, uno scopo e una visione devono prendere l'iniziativa e cambiare il mondo... Prometto di non riposare mai finché non avrò completato il mio lavoro!”.
Abdellah ha donato una raccolta dei suoi documenti alla National Library of Medicine nel novembre 1988.
È morta a McLean, Virginia, il 24 febbraio 2017, all'età di 97 anni.

## Formazione
- Dottorato di ricerca in psicologia dell'educazione, Master of Arts e Bachelor of Science presso il Teachers' College at Columbia University di New York, NY[4].
- Arti liberali e specializzazioni in chimica presso il Douglass Residential College,[9] una divisione della Rutgers University, a New Brunswick, NJ[4]
- Diploma di RN (Infermiere diplomato), presso il Fitkin Memorial Hospital (successivamente denominato Ann May School of Nursing) a Neptune, NJ[4]

## Carriera

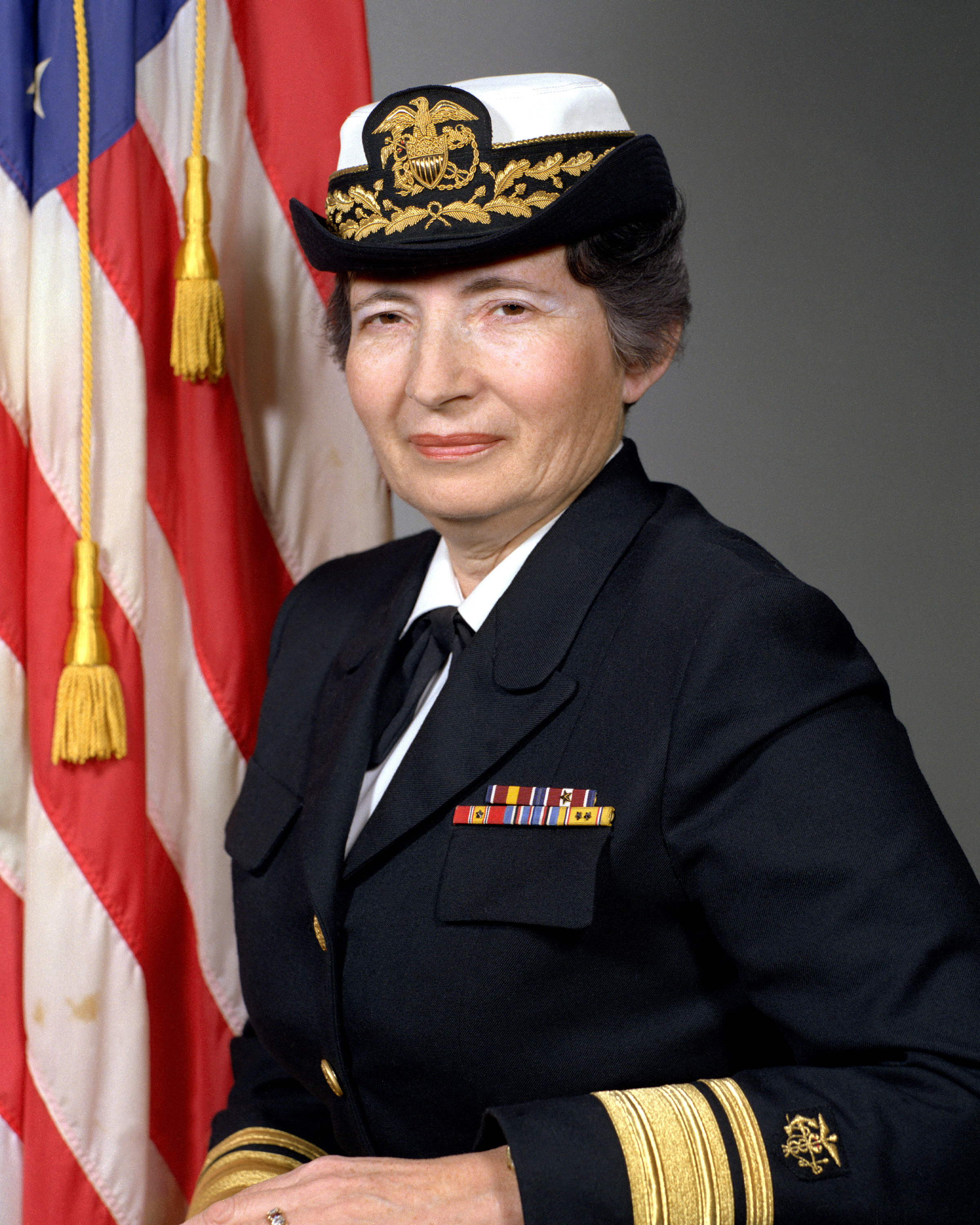
Rear Adm. Abdellah nel 1982

Abdellah è stata professoressa di arti infermieristiche, farmacologia e infermieristica medica presso l'Università Yale School of Nursing dal 1945 al 1949. Dal 1950 al 1954 ha prestato servizio attivo durante la Guerra di Corea, dove si è guadagnata una posizione di prestigio equivalente a quella di un Contrammiraglio della Marina, diventando così la donna e l'infermiera con il grado più alto nei Servizi Infermieristici Federali dell'epoca. Dopo la guerra ha lavorato come visiting professor presso l'Università di Washington; l'Università del Colorado, Boulder; e l'Università del Minnesota. Nel 1981 è stata nominata vice del Chirurgo generale degli Stati Uniti C. Everett Koop, diventando così la prima infermiera e donna a ricoprire il ruolo di Vice Chirurgo Generale degli Stati Uniti. Come Vice Chirurgo Generale è stata spesso membro supplente ex-officio del Consiglio dei Reggenti della Biblioteca Nazionale di Medicina degli Stati Uniti (NLM) e ha contribuito alle politiche che hanno influenzato i programmi, i servizi e il Piano a lungo termine della NLM per il 1986-2006. Ha ricoperto il ruolo di Vice Chirurgo Generale fino al suo pensionamento nel 1989. Dopo il pensionamento, Abdellah ha insegnato come professore presso il College of Nursing dell'Università della Carolina del Sud ed ha istituito e ricoperto il ruolo di preside ad interim della prima scuola federale di infermieristica presso la Uniformed Services University of the Health Sciences (USUHS).

## Prospettive sulla formazione infermieristica
Abdellah si è impegnata con passione nel tentativo di migliorare la formazione infermieristica. All'inizio della sua carriera, mentre lavorava per l'Università Yale, si sentì frustrata dalla mancanza di basi scientifiche nelle linee guida della National League of Nursing e procedette a bruciare una pila di guide del curriculum nel cortile della Yale. Ha ricordato con un certo umorismo che le ci è voluto più di un anno per pagare i libri distrutti.
Nel corso della sua carriera, Abdellah ha sostenuto il rafforzamento dell'infrastruttura della scuola per infermieri. In particolare ha chiesto collaborazioni interdisciplinari nella formazione infermieristica, l'insegnamento di competenze specialistiche e di budgeting nella formazione infermieristica di base, una maggiore ammissione di studenti infermieri provenienti da minoranze e la promozione di competenze umanistiche nei futuri infermieri, come la sensibilità verso i pazienti. È stata anche una sostenitrice del metodo dell'insegnamento all'insegnante, in cui agli studenti laureati vengono insegnate competenze specialistiche in modo che possano insegnarle ai futuri studenti.
Abdellah ha creato una tipologia di ventuno aree di interesse per l'infermiere. Questi problemi sono stati suddivisi in tre classi: esigenze fisiche, sociologiche ed emotive del paziente, tipi di relazioni interpersonali infermiere-paziente, elementi comuni dell'assistenza al paziente.

## Alcuni dei premi e successi ottenuti
- 2012: Membro ammesso nella Hall of Fame dell'Associazione Americana degli Infermieri.[13]
- 2000: Membro ammesso nella National Women's Hall of Fame[6]
- 1994: Leggenda vivente, Accademia Americana di Infermieristica[14]
- 11 Lauree honoris causa[4]
- 152 Pubblicazioni[4]
- Oltre 50 premi e riconoscimenti accademici[4]